# Casa al carrer de Mar, 47 (Malgrat de Mar)
La Casa al carrer de Mar, 47 és un edifici de Malgrat de Mar (Maresme) inclòs a l'Inventari del Patrimoni Arquitectònic de Catalunya.

## Descripció
Es tracta d'un edifici amb planta baixa, pis i golfes i tot junt forma una planta rectangular.. Com totes les cases també té pati; transparències carrer-pati. El decorativisme modernista està patent a la façana, arcs amb decoració floral i línies ondulades al remat de la façana. La tribuna no encaixa perfectament al conjunt. És una construcció modernista modesta.

## Història
Les reformes de conservació que mantenen l'edifici en bones condicions exceptuant la façana.